# Sân bay quốc tế Ted Stevens Anchorage
Sân bay quốc tế Ted Stevens Anchorage (mã sân bay IATA: ANC, mã sân bay ICAO: PANC, mã sân bay FAA LID: ANC) là một sân bay lớn ở tiểu bang Alaska của Hoa Kỳ, cự ly 7,4 km về phía tây nam của trung tâm thành phố Anchorage.
Xây dựng vào năm 1951 với tên là sân bay quốc tế Anchorage, tên sân bay đã được đổi theo tên của vị thượng nghị sĩ trong có nhiệm kỳ dài Ted Stevens. Sân bay này là trung tâm lớn thứ hai của hãng Alaska Airlines, sau trung tâm tại sân bay Seattle. Nó cũng là một trung tâm hàng hóa lớn, và tại thời điểm năm 2010, xếp hạng là sân bay bận rộn nhất thứ năm trên thế giới bởi giao thông hàng hoá, sau các sân bay quốc tế Hồng Kông, sân bay quốc tế Memphis, sân bay Thượng Hải và Seoul. Hầu hết các hãng hàng không vận chuyển hành khách lớn của Hoa Kỳ đều có tuyến bay tới ANC, với phần lớn các tuyến bay chở khách của hãng Alaska Airlines và từ Seattle (trung bình 20 chuyến bay mỗi ngày) và Fairbanks (trung bình 13 chuyến bay mỗi ngày).
Anchorage là một điểm dừng chân phổ biến đối với hành khách bay từ khu vực Đông Á từ những năm 1960 đến những năm 1980 vì không phận Trung Quốc và Liên Xô hạn chế bay, và vì thế hệ đầu tiên của máy bay phản lực và máy bay thân rộng không có tầm bay thẳng qua Thái Bình Dương. Một số máy bay chở khách vẫn dừng lại ở Anchorage trên các chuyến bay giữa châu Á và phía đông Hoa Kỳ. Ngày 01 tháng 9 năm 1983, một trong các chuyến bay, chuyến bay 007 của Korean Air Lines bị bắn hạ bởi một phi công Liên Xô, những người đã nhầm lẫn nó cho một máy bay do thám, sau khi chiếc máy bay này vô ý vi phạm không phận của Liên Xô. Các nhà cung cấp hàng hóa, mà được hưởng lợi từ các phân đoạn tuyến đường ngắn, tiếp tục sử dụng Anchorage thường xuyên.